# آتسوشی شیرای
آتسوشی شیرای (انگلیسی: Atsushi Shirai؛ زادهٔ ۱۸ آوریل ۱۹۶۶) بازیکن فوتبال اهل ژاپن است.
از باشگاه‌هایی که در آن بازی کرده‌است می‌توان به باشگاه فوتبال کونسادول ساپورو، و باشگاه فوتبال گامبا اوساکا، باشگاه فوتبال کونسادول ساپورو، و باشگاه فوتبال جف یونایتد ایچیهارا چیبا اشاره کرد.